# Ненилово
Нени́лово — деревня в Орехово-Зуевском муниципальном районе Московской области. Входит в состав сельского поселения Новинское. Население — 14 чел. (2010).

## География
Деревня Ненилово расположена в западной части Орехово-Зуевского района, примерно в 18 км к югу от города Орехово-Зуево. В 0,2 км к югу от деревни протекает река Понорь. Высота над уровнем моря 123 м. Ближайшие населённые пункты — деревни Запонорье, Барское, Новое и Запрудино.

## Название
Название связано с производной формой календарного личного имени Неонил — Ненил.

## История
В 1926 году деревня входила в Запонорский сельсовет Запонорской волости Орехово-Зуевского уезда Московской губернии.
С 1929 года — населённый пункт в составе Куровского района Орехово-Зуевского округа Московской области, с 1930-го, в связи с упразднением округа, — в составе Куровского района Московской области. В 1959 году, после того как был упразднён Куровской район, деревня была передана в Орехово-Зуевский район.
До муниципальной реформы 2006 года Ненилово входило в состав Новинского сельского округа Орехово-Зуевского района.

## Население
В 1926 году в деревне проживало 251 человек (109 мужчин, 142 женщины), насчитывалось 50 хозяйств, из которых 49 было крестьянских. По переписи 2002 года — 21 человек (10 мужчин, 11 женщин).
| 1926 | 2002 | 2006 | 2010 |
| ---- | ---- | ---- | ---- |
| 251  | ↘21  | ↗25  | ↘14  |